# Joyeuse Lecture
Joyeuse Lecture, puis Pschitt Aventures – Joyeuse Lecture, les Pieds Nickelés, est un mensuel de bande dessinée français publié par la Société Parisienne d’Édition de mars 1956 à avril 1963.

## Description
Après l'arrêt de L’Épatant, la Société Parisienne d’Édition se concentre sur ses collections « Les Beaux albums de la Jeunesse Joyeuse ». Le succès ne se dément pas et, en mars 1956, le groupe lance Joyeuse Lecture, magazine mensuel de 32 pages voulant capitaliser sur la marque. Le journal coûte 50 francs pour 32 pages et a un format de 18,5 × 26,5 cm. Le coût est élevé quand Spirou coûte 30 francs pour 28 pages et Tintin 40 francs pour 32 pages. 
Le journal est centré sur les Pieds nickelés, série phare de l'éditeur, qui sont sur toutes les couvertures et dont les aventures sont présentes dans chaque numéro sous le crayon de Pellos. 
En juillet 1959, au no 29, Joyeuse Lecture fusionne avec Pschitt Aventures, journal édité en partenariat avec la société Perrier centré autour de l'adaptation BD du personnage de Charlot, et plusieurs séries font leurs apparitions dans la revue. Le journal devient alors Pschitt Aventures – Joyeuse Lecture, les Pieds Nickelés.
À la fin de 1962, de nouvelles rubriques apparaissent pour mieux coller aux centres d’intérêts supposé du lectorat visé : des rubriques sports et cinéma apparaissent mais c’est un échec. En avril 1963, le 85e numéro est le dernier, le magazine se transforme alors en Pschitt Junior, qui ne connaîtra lui-même qu’une dizaine de numéros.

## Séries publiées

### Humoristiques
- Les Pieds Nickelés, de Pellos ;
- Hercule Malabartandis, d'Al. G. ;
- Bob Flapi, de Harvec ;
- Mutt et Jeff, de Bud Fisher ;
- Charlot, adaptation BD par Mat et Jean-Claude Forest (en alternance) ;
- Citron et Orange et Lesclowns Pschitt, jeux de Raymond Maric ;
- Jim Chamipon, de Serna ;
- Pépin Pschitt, de Pellos.

### Réalistes
- Le Comte de Monte-Cristo, d'Yves Groux ;
- La Jeunesse de Robin des bois, de Kline ;
- La République des forbans, d'Yves Groux.
- Sir Arthur Gordon Pym, d'Yves Groux ;
- Mexico Kid, western de Guy Mouminoux.